# موناچیلیونی
موناچیلیونی (به ایتالیایی: Monacilioni) یک کومونه در ایتالیا است که در استان کامپوباسو واقع شده‌است. موناچیلیونی ۲۷٫۰۸ کیلومترمربع مساحت و ۶۴۹ نفر جمعیت دارد و ۵۹۰ متر بالاتر از سطح دریا واقع شده.